# Angelos Eleftheriadis
Angelos Eleftheriadis (griechisch Άγγελος Ελευθεριάδης; * 15. April 1991 in Thessaloniki) ist ein griechischer Fußballspieler, der in der Abwehr vorrangig als Innenverteidiger eingesetzt wird.

## Karriere
Angelos Eleftheriadis spielte in seiner Jugend erst für Almopos Aridaia, bevor er in die Jugend von AO Kavala wechselte. Im Jahr 2010 schaffte er den Sprung in den Kader der ersten Mannschaft, die in der Super League spielte. Am 4. Januar 2011, dem 16. Spieltag der Saison 2010/11, kam Eleftheriadis dann im Auswärtsspiel gegen Aris Thessaloniki (0:1) zu seinen Debüt im Profifußball, als er in der Halbzeit für Jean-Claude Darcheville eingewechselt wurde. Insgesamt kam er in der Saison 2010/11 jedoch nur zu zwei Kurzeinsätzen.
Zur Saison 2011/12 wechselte Eleftheriadis daher zum Zweitligisten Agrotikos Asteras, bei dem er einen Zweijahresvertrag bis Ende Juni 2013 unterschrieb. Dort kam er jedoch auch nicht über die Reservistenrolle hinaus und bestritt in der ganzen Saison 2011/12 nur ein einziges Spiel.
Für die Saison 2012/13 wechselte Eleftheriadis zum deutschen Viertligisten Rot-Weiß Oberhausen. Dort kam er jedoch nur am ersten Spieltag im Derby gegen Rot-Weiss Essen (2:4) zum Einsatz und spielte fortan für die Oberligareserve von RWO.
Zur Saison 2013/14 wechselte Eleftheriadis zum Viertligisten SV Wilhelmshaven. Dort spielte er bis Anfang Februar 2015 und wechselte für den Rest der Saison zum VfR Neumünster. Danach verbrachte er in Zypern eine Spielzeit bei Omonia Aradippou.
Ab der Saison 2016/17 führte es ihn nach England, wo er für mehrere Non-League Klubs wie Whitley Bay FC, Team Northumbria FC, Penrith AFC und derzeit Hebburn Town FC spielte.